# One Meat Ball
"One Meat Ball" é uma música composta por Hy Zaret e Lou Singer em 1944 que tornou-se um hit na voz de Josh White. Foi com essa música que Josh White tornou-se o primeiro artista negro a vender mais de 1 milhão de cópias. Não à toa, "One Meat Ball" é considerada um dos maiores sucessos do American folk music revival.
A música conta a história de uma pessoa que estava tão na penúria, por conta da Grande Depressão a que passava os EUA, que só tinha dinheiro para comprar uma almôndega, que é a tradução de One Meat Ball. Ao longo dos anos, ela foi regrava por vários artistas, como The Andrews Sisters, Bing Crosby, Jimmy Savo, Lightnin' Hopkins, Lonnie Donegan, Dave Van Ronk, Ry Cooder, Washboard Jungle, Tom Paxton, Shinehead, Ann Rabson e Calvin Russell.

## Versão em português
A versão em português de One Meat Ball foi intitulada "Um Croquete". Esta "tradução" para o português foi feita por Jô Soares, que a gravou no álbum "Norminha", com músicas da personagem de Faça humor, não faça guerra (1972), e também no álbum Jô Soares e O Sexteto - Ao Vivo no Tom Brasil, de 2000.